# Epicauta bispinosa
Epicauta bispinosa är en skalbaggsart som beskrevs av Werner 1944. Epicauta bispinosa ingår i släktet Epicauta och familjen oljebaggar. Inga underarter finns listade i Catalogue of Life.